# Пнів'є (гора)
Пні́в'є (інша назва — Пневі) — гора в масиві Гриняви (Українські Карпати). Розташована в південній частині Верховинського району Івано-Франківської області, на південь від села Грамотне та південний схід від села Буркут.
Висота 1586 м. Гора розташована у південно-східній частині однойменного хребта Пнів'є. Вершина плоска, незаліснена, з порівняно пологими схилами. Довкола вершини — розлогі полонини.